# Thanh Tâm (nghệ sĩ đàn bầu)
Thanh Tâm (sinh năm 1953, còn có nghệ danh Tử Kì, Hoài Anh) là một nghệ sĩ nhân dân đàn bầu người Việt Nam. Thanh Tâm từng là trưởng khoa âm nhạc truyền thống của Học viện Âm nhạc Quốc gia Việt Nam. Bà là nghệ sĩ đàn bầu đầu tiên được nhận danh hiệu Nghệ sĩ nhân dân, cũng là một trong số những nữ nghệ sĩ đầu tiên của Việt Nam được đào tạo bài bản và nổi tiếng về nhạc cụ này.

## Thân thế
Thanh Tâm có tên đầy đủ là Nguyễn Thị Thanh Tâm. Bà sinh ngày 7 tháng 11 năm 1953, nguyên quán ở xã Kim Thư, huyện Thanh Oai, ngày nay thuộc Hà Nội. Cha bà là một bác sĩ từ bỏ công việc về làm nông dân sau sự kiện Cách mạng Tháng Tám.
Thanh Tâm chọn học đàn bầu từ năm 13 tuổi, loại nhạc cụ này được xem là khó nhất trong số những nhạc cụ truyền thống tại Việt Nam. Thời điểm này, có rất ít con gái theo học đàn bầu và không có người bám trụ lâu dài, vì vậy bà được xem là học sinh nữ hiếm hoi của nhạc cụ này. Khi đăng ký học bộ môn đàn bầu của Trường Âm nhạc Việt Nam, bà vẫn chưa biết cây đàn bầu hình dáng ra sao. Khi được tận mắt nhìn thấy loại nhạc cụ này chỉ là một "chiếc đàn nhỏ nhoi, lạc lõng" thì bà tỏ ra "thất vọng hoàn toàn".
Bà được học những giáo viên được xem là cốt cán của bộ môn âm nhạc truyền thống thời điểm đó như Bá Sách, Vũ Tuấn Đức, Bạch Huệ, cũng là những người truyền cảm hứng và ảnh hưởng đến nghệ thuật tiếng đàn của bà. Trong khoảng thời gian đi học, Thanh Tâm đã từng bị một số bạn nam thời đi học trêu trọc với lý do "con gái học đàn bầu" đến mức phải khóc, vứt bỏ và đập vỡ đàn. Thanh Tâm từng có khoảng thời 2 năm rưỡi không để tâm vào việc học, tới khi có niềm đam mê học hành, bà lại bị tai nạn và phải bó bột ở tay trong 3 tháng.

## Sự nghiệp

### Sự nghiệp biểu diễn
Thanh Tâm tốt nghiệp cấp học Trung cấp năm 1971 và tiếp tục học Đại học từ năm 1978 đến năm 1981, sau đó bà trở thành giảng viên chính quan trọng của chuyên ngành đàn bầu và là Trưởng khoa Âm nhạc truyền thống, Nhạc viện Hà Nội (nay là Học viện Âm nhạc Quốc gia Việt Nam). Bà bắt đầu biểu diễn từ năm 3 Đại học, ban đầu có sự thành công nhất định nhưng cũng có lúc gặp những trắc trở. Khi vừa mang đàn lên sân khấu biểu diễn tại Phủ Lý, bà từng bị một số khán giả mỉa mai và bị ép phải đi xuống.
Sự nghiệp biểu diễn đàn bầu của bà nổi tiếng với những tác phẩm như "Cung đàn đất nước" (nghệ sĩ nhân dân Xuân Khải); "Vũ khúc Tây Nguyên" (Đức Nhuận); "Ru con" (dân ca Nam Bộ). Bà cũng là nghệ sĩ đầu tiên tại Việt Nam ra mắt đĩa CD âm nhạc về thể loại âm nhạc dân tộc. Đĩa CD của bà mang tên "Tiếng đàn bầu Thanh Tâm" đã được Nhà xuất bản Âm nhạc thu âm và phát hành đã trở thành một trong những đĩa nhạc bán chạy nhất tại Việt Nam trong những năm 1990. Trong một lần biểu diễn chương trình giao lưu nghệ thuật tại quảng trường ở Liên Xô vào năm 1974, bà đã được có các cựu chiến binh Hồng quân Liên Xô đứng che ô tránh mưa để biểu diễn. Trong lần biểu diễn ở Liên hoan Sinh viên thế giới năm 1979 tại thành phố La Habana (Cuba), bà đã không thể xuống được sân khấu bởi khán giả yêu cầu chơi hết bài này đến bài khác.
Thanh Tâm đã biểu diễn trên nhiều sân khấu lớn trong và ngoài Việt Nam. Bà từng có cơ hội được trình diễn trong chương trình nghệ thuật chào mừng Tổng thống Mỹ Bill Clinton cùng phu nhân Hilary Clinton tới thăm Việt Nam, trong các yến tiệc cấp Nhà nước thết đãi Thủ tướng Nga Putin, Chủ tịch nước Trung Quốc Hồ Cẩm Đào.

### Sự nghiệp giảng dạy
Thanh Tâm nguyên là Trưởng khoa Nhạc cụ dân tộc (nay là khoa Âm nhạc truyền thống) của Nhạc viện Hà Nội (nay là Học viện Âm nhạc Quốc gia Việt Nam). Sau khi nghỉ hưu, bà vẫn tiếp tục công việc giảng dạy bộ môn đàn bầu. Trong sự nghiệp giảng dạy, Thanh Tâm đã nghiên cứu, biên soạn và đồng biên soạn nhiều giáo trình, giáo án cho đàn bầu ở các cấp học cũng như sưu tầm, tổng hợp các tác phẩm như 2 tập "Đàn bầu cho tuổi học đường", 2 tập "Tuyển tập bài tập kỹ thuật cho đàn bầu", "Tuyển tập dân ca, ca khúc và tác phẩm nước ngoài chuyển soạn cho đàn bầu độc tấu"; "Sách học đàn bầu", "Tiếng đàn bầu"… Những năm đầu thập niên 2020, bà đã dành nhiều công sức cho cuốn sách "Giáo trình đào tạo tài năng hệ trung cấp chuyên ngành đàn bầu" và được Bộ Văn hoá, Thể thao và Du lịch đánh giá cao.
Một số học trò của bà cũng đã nổi tiếng với cây đàn bầu cùng những loại hình nghệ thuật khác như Thái Bảo, Lệ Giang, Bùi Lệ Chi, Đăng Dương…

### Đàn bầu tại Việt Nam
Thanh Tâm, báo điện tử Đại đoàn kết, 30 tháng 10 năm 2016
Thanh Tâm từng tỏ ra lo lắng trước vấn đề đàn bầu "mất chủ quyền văn hóa" tại Việt Nam. Nữ nghệ sĩ đã đề xuất Bộ Văn hoá, Thể thao và Du lịch nhanh chóng lập hồ sơ đề nghị UNESCO công nhận đàn bầu là một giá trị văn hoá phi vật thể đại diện nhân loại của Việt Nam. Theo một số nghệ sĩ và nhà nghiên cứu văn hóa, trong đó có Tô Ngọc Thanh thì việc lập hồ sơ đề nghị UNESCO công nhận cây đàn bầu là di sản văn hóa của Việt Nam là việc cấp thiết, bởi theo họ "càng để lâu càng mất chủ quyền với cây đàn bầu". Theo lời Thanh Tâm, tỉnh Quảng Tây (Trung Quốc) đã đưa đàn bầu vào dạy trong các trường phổ thông. Tại các buổi tọa đàm, hội thảo, những chuyên gia hàng đầu, am hiểu và gắn bó nhiều năm với đàn bầu, bà cùng NSND Nguyễn Tiến, NSND Hoàng Anh Tú, Đặng Hoành Loan… đã ra sức đưa những dẫn chứng, phân tích và lý giải chuyên sâu về cây đàn bầu tại Việt Nam. Bà phát biểu đàn bầu là một "nhạc cụ thuần Việt nhất", độc đáo nhất của người Việt Nam và cũng được coi là một trong số những cây đàn độc đáo của thế giới bởi cấu tạo của cây đàn rất đơn giản.

## Thành tựu và danh hiệu
- Huy chương Vàng độc tấu đàn bầu Cuộc thi Âm nhạc và Múa dân gian tại Dijon (Pháp) năm 1993[6]
- 3 cúp vàng, 3 cúp bạc tại Liên hoan Nghệ thuật quốc tế Mùa xuân Bình Nhưỡng – Triều Tiên năm 1995, 2003, 2005[6]
- Huy hiệu “Người biểu diễn xuất sắc” do Cộng hòa Liên bang Đức trao tặng năm 1976[3]
- Huân chương Lao động hạng Ba (2008)[3]
- Huy chương Vì sự nghiệp giáo dục[3]
- Huy chương Vì sự nghiệp Văn hóa Thông tin[3]
- Nghệ sĩ ưu tú (1993)[1]
- Nghệ sĩ nhân dân (2007)[1]

## Nhận định
Một trang báo thuộc lãnh đạo thành phố Hà Nội đã nhận xét tiếng đàn của bà "giàu tình cảm, kỹ thuật điêu luyện, để lại những ấn tượng sâu đậm trong lòng công chúng." Thanh Tâm là một trong số không nhiều nữ nghệ sĩ Việt Nam đầu tiên học và biểu diễn đàn bầu chuyên nghiệp, cũng là nữ nghệ sĩ đầu tiên được phong danh hiệu nghệ sĩ ưu tú, nghệ sĩ nhân dân với cây đàn này. Báo Vietnamnet nhận xét Thanh Tâm đã vượt qua những định kiến về giới tính, trong đó có câu ca dao Việt Nam ''làm thân con gái chớ nghe đàn bầu'' để "theo đuổi thanh âm mà mình mê đắm".

### Ảnh hưởng
Tiếng đàn bầu của Thanh Tâm đã trở thành niềm cảm hứng cho bài thơ "Cô Tâm" của tác giả Nguyễn Văn Tích.  Nghệ sĩ đàn bầu Quang Hưng đã cho rằng Thanh Tâm là một trong những người có ảnh hưởng nhất đến với sự nghiệp của anh.

## Đời tư
Mối tình đầu của Thanh Tâm cũng chính là một người thầy dạy bà tên Chí. Khi đó người đàn ông này mới tốt nghiệp và chỉ hơn bà 3 tuổi. Thanh Tâm kết hôn vào năm bà tròn 21 tuổi. Thời gian này, bà đã gây được sự chú ý cho công chúng với tiếng đàn của mình nên đã đi công tác liên tục, tham gia biểu diễn các chương trình nghệ thuật trong và ngoài Việt Nam. Tuy vậy chính sự nổi tiếng cộng với việc đi biểu diễn nước ngoài thường xuyên được xem là lý do tạo ra những rạn nứt nhỏ trong cuộc hôn nhân này. Bà bị nghi ngờ ghen tuông, phải hứng chịu những đồn thổi có tính xúc phạm. Sau 7 năm chung sống, bà sinh được người con trai về sau là nghệ sĩ đàn bầu Hồ Hoài Anh. Tuy vậy họ đã không thể cứu vãn được hôn nhân và đã ly hôn, khiến cho nữ nghệ từng có thời gian bị rơi vào khủng hoảng tinh thần và suýt có ý định tự tử.
Sau một năm ly hôn, Thanh Tâm kết hôn với một người đàn ông khác kém tuổi bà không làm trong ngành nghệ thuật. Cuộc hôn nhân này tuy không có con chung nhưng được đánh giá là "hạnh phúc".
Thanh Tâm còn có một người cháu tên Lê Thuỳ Linh cũng là giảng viên đàn bầu tại Học viện Âm nhạc Quốc gia Việt Nam.